# Agapanthia danilevskyi
Espèce
Agapanthia danilevskyi est une espèce de Coléoptères de la famille des Cerambycidae.

## Répartition
Agapanthia danilevskyi n'est connue que du Sud du Kazakhstan. 

## Classification
Le nom valide complet (avec auteur) de ce taxon est Agapanthia danilevskyi Lazarev, 2013,. Il a pour synonyme « Agapanthia (Epoptes) danilevskyi ».
L'holotype a été capturé en 1980 sur la rive gauche du Syr-Daria (dans le Sud du Kazakhstan) à une altitude de 260 m en face de Chardara (41° 16′ N, 67° 54′ E).

## Étymologie
Son épithète spécifique, danilevskyi, lui a été donnée en l'honneur de l'entomologiste russe Mikhail Leontievich Danilevsky (d) (1948-) qui a confié l'holotype à l'auteur pour étude.

## Publication originale
- (en) M.A. Lazarev, « New species of Agapanthia danilevskyi from South Kazakhstan (Coleoptera, Cerambycidae) », Humanity space. International almanac, Russie, vol. 2, no 1,‎ mars 2013, p. 235-237 (ISSN 2226-0773, DOI 10.24412/FhgQNBoVMkU, lire en ligne, consulté le 10 avril 2024).